# فرودگاه صحرایی همیلتون
فرودگاه صحرایی همیلتون (به انگلیسی: Hamilton Field (Kansas)) یک فرودگاه همگانی بهره‌برداری هوایی است که یک باند فرود چمن دارد و طول باند آن ۷۶۲ متر است. این فرودگاه در کشور ایالات متحده آمریکا قرار دارد و در ارتفاع ۴۰۲ متری از سطح دریا واقع شده‌است.